# James Arthur Frost
James Arthur Frost fue un historiador que recibió su BA, MA y Ph.D. títulos de la Universidad de Columbia .  Enseñó en la Universidad de New York College-Oneonta y escribió varios libros y artículos. Frost se desempeñó como vicerrector de las Facultades de Artes y Ciencias de la Universidad Estatal de Nueva York y presidente del Sistema de Universidades del Estado de Connecticut .   Hay una beca ofrecida por la Fundación del Sistema Universitario del Estado de Connecticut que lleva su nombre. 